# Teddy Schaank
Tietje (Teddy) Schaank (Groningue, 10 juin 1921 – Amsterdam, 9 mars 1988) est une actrice néerlandaise

## Carrière
Elle est l'épouse de l'acteur Leo de Hartogh et la mère de l'actrice Linda van Dyck.

## Filmographie
- 1955 : Secret File, U.S.A.
- 1958 : Jenny
- 1962 : Kermis in de Regen
- 1966 : 10.32
- 1971-1975 : Swiebertje
- 1976 : Pommetje Horlepiep
- 1977 : Een Stille liefde
- 1977 : De Peetmoeder
- 1984 : De Schorpioen